# Holcocera chloropida
Holcocera chloropida é uma espécie de mariposa do gênero Holcocera pertencente à família Coleophoridae.